# Cárcel de Nanclares de la Oca
El centro penitenciario de Nanclares de la Oca fue una prisión española, situada en la localidad del mismo nombre en la provincia vasca de Álava. El complejo se ubica fuera del núcleo urbano de Nanclares (a 1 km hacia el Este aproximadamente) y ocupa unas 60 hectáreas del denominado montecillo de Gárabo, a orillas de unos meandros del río Zadorra.
En 2011 todos los reclusos fueron trasladados al nuevo Centro Penitenciario de Álava, situado en la misma localidad de Nanclares de la Oca en el municipio de Iruña de Oca en Álava, País Vasco, España.
Pese a no albergar ya reclusos, en 2021 sus instalaciones cambiaron de propiedad al Gobierno vasco. A día de hoy, está por decidir qué hacer con la antigua cárcel.

## Historia
En diciembre de 1940, un primer destacamento formado por unos cien prisioneros de los batallones de trabajo n.° 24 y 201, víctimas de la guerra civil española, comenzó a construir unos barracones y las demás instalaciones que, en adelante, serían un campo de concentración y trabajo. Para ello hizo falta la tala de bosques con el fin de conseguir madera, lo que provocó enfrentamientos con los vecinos de los pueblos cercanos.
Aunque el recinto tardaría tres años en ser terminado, ya desde el principio numerosos prisioneros de guerra opositores al franquismo, presos comunes y homosexuales fueron trasladados a Nanclares y comenzaron a ser tratados tal y como lo dictaban las leyes del régimen y las propias normas del centro, elaboradas por el máximo responsable de la Dirección General de Seguridad, José Finat y Escrivá de Romaní. Los encarcelados fueron sometidos a trabajos forzados durante toda su estancia en el campo, que consistían en picar y transportar piedra de canteras cercanas o realizar diversas tareas como la construcción de carreteras, ferrocarriles, o incluso a participar en reformas como la de la Casa-Seminario de los Hermanos Menesianos en el pueblo de Nanclares.
Abundaban el hambre y la desnutrición, lo que añadido a la poca higiene del recinto llevó a la propagación de multitud de enfermedades, como la tuberculosis o la disentería y el empeoramiento de cardiopatías que eran comunes entre los prisioneros, por lo que muchos de ellos terminaron muriendo.
Al estallar la Segunda Guerra Mundial, el recinto comenzó a recibir a extranjeros que huían de la ocupación alemana de Francia. Charles Foltz, corresponsal en España de la agencia Associated Press, denunció el maltrato generalizado que recibían los internos, informando de que tres extranjeros y once españoles habían muerto apaleados por los guardianes; se añadía que los hombres eran castigados varios días sin comer, se les obligaba a hacer el saludo fascista y recibían humillaciones tales como darles el rancho atados de pies y manos para que tuvieran que comer como perros. Estas informaciones deterioraron mucho la imagen de la dictadura en el exterior, tal y como reflejaron los telegramas enviados por distintos embajadores a Madrid.
En 1945, con el final de la guerra, los colaboracionistas, soldados nazis y españoles que se habían implicado en el estraperlo fueron trasladados a Nanclares, que a partir de 1947 son tratados como presos, al cerrarse este año el campo y transformarse en prisión. Al menos 118 prisioneros murieron por la escasa alimentación y por diversas enfermedades durante ese periodo, según los registros de la enfermería del recinto concentracionario.
La ya prisión de Nanclares siguió funcionando tal cual hasta finales de los años 70, cuando el recinto fue reformado por iniciativa de la Dirección General de Instituciones Penitenciarias para acoger a 460 presos. La cárcel sería reinaugurada en 1981.
Con el paso del tiempo, la prisión fue aumentando en número de reclusos llegando en 2007 a acoger a más del 50 % del total de presos en el País Vasco, lo que suponía la superpoblación de la cárcel y motivó la decisión de llevar a cabo la construcción de una nueva prisión de gran tamaño.

## Diseño

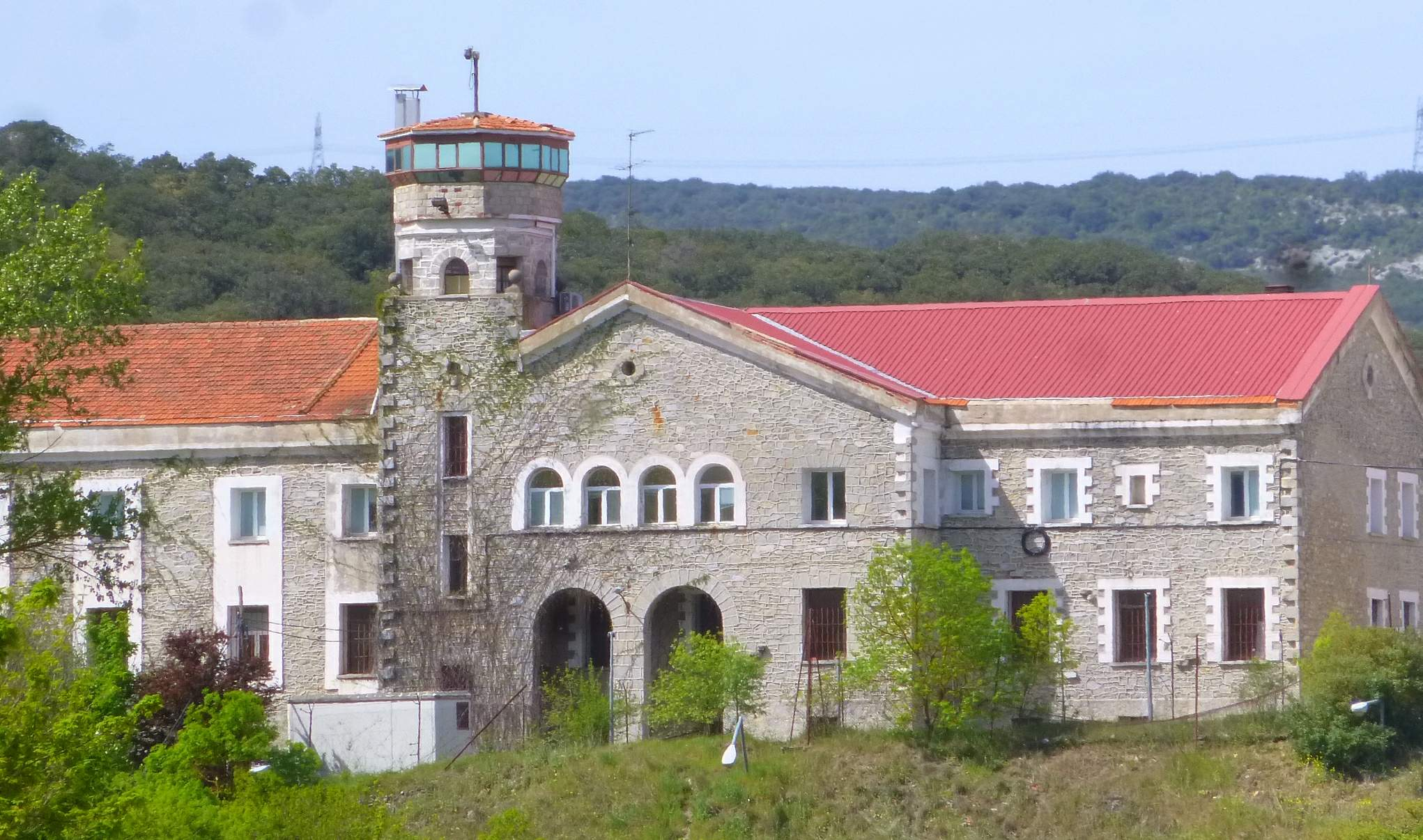
Edificio principal del antiguo centro penitenciario

En el momento de su construcción en los años 40, su diseño era similar al de los campos de concentración nazis; trapezoidal y formado por ocho barracones cuyas entradas principales se orientaban al Sur. Estos eran controlados por una única torre de vigilancia y un puesto de custodia en cada vértice.
Un tiempo después se añadió una doble alambrada de espino, y un nido de ametralladoras en la torre principal barría por completo el patio principal.
Entre sus instalaciones se encontraban enfermería, zona de aislamiento, cocina, servicios médicos, serrería y vestuario.
En su reforma se eliminó la arquitectura relacionada con el campo de concentración y se procedió a construir 4 módulos diferentes; uno para mujeres y el resto para hombres. Tenía un total de 560 celdas de 8 metros cuadrados cada una.
Además, se habilitaron viviendas para los guardias civiles y ertzainas que quisieran residir allí.

## La nueva cárcel
En marzo de 2006, se anunció que interior cerraría la cárcel de Nanclares y que construiría otra en terrenos cercanos, al quedarse esta obsoleta y sin sitio para más presos. Las obras comenzaron a finales de 2008 en el antiguo polvorín militar de Zaballa, en las faldas del monte San Miguel, muy cerca del pueblo de Subijana de Álava (perteneciente al municipio de Vitoria), pero todavía dentro del término local de Nanclares de la Oca. En 2011 la nueva cárcel fue inaugurada.

## Futuro de la antigua prisión
El objetivo con el que se construía la nueva cárcel fue la de cerrar la existente. De hecho, eso se afirmaba desde la mayoría de las instituciones. Sin embargo, una vez inaugurada la nueva prisión y trasladados los presos, la cárcel de Nanclares continúa teniendo uso penitenciario, ya que los presos de tercer grado, entre otros, siguen instalados en esta.
El alcalde de Iruña de Oca, afirmó que su objetivo era el que los terrenos de la vieja cárcel se devolvieran al pueblo con el fin de aprovechar la zona con fines turísticos u otros, pero siempre en beneficio del municipio.